# 应公长老寿塔
应公长老寿塔，位于北京市房山区韩村河镇天开村北，是汉传佛教高僧应公长老的墓塔，北京市文物保护单位。

## 简介
应公俗姓赵，名谱应，是辽朝天开寺的首任住持，是元朝至元年间重修天开寺的高僧，在应公住持天开寺期间，元世祖忽必烈颁圣旨护持天开寺。应公长老寿塔，俗称“和尚塔”，建于元朝大德五年二月（1301年）。坐北朝南，通高12米，为六角形五级檐式砖塔，须弥座上砌有三层莲花。柱形塔身正面开有拱门，门楣上端嵌有铭文“应公长老寿塔”。塔身东南面、西南面各嵌铭一方。正面设有假门，其他各面设有假窗。假窗上部设有挂落。塔身以上是五级密檐，各层檐下都有仿木结构的砖制斗拱。
应公长老寿塔是应公的埋骨处。应公长老寿塔的所在地，原是天开寺的塔院，葬有天开寺历代高僧，僧塔林立。中华人民共和国时期，1959年修建天开水库，应公长老寿塔位于天开水库东侧临水库大坝处。后来天开水库被废弃而干涸。2012年，在天开水库原址上完成了“天开花海”一期工程，2015年全部工程建成。应公长老寿塔成为“天开花海”中的一个景点。
2004年4月到7月，房山区进行了周吉祥塔、玉皇塔、照塔和应公长老寿塔四座古塔与万佛堂修缮工程。